# Vol Bristow Helicopters 56C
Le vol Bristow Helicopters 56C était un vol de cabotage assuré par la compagnie Bristow Helicopters (en) reliant l'aéroport d'Aberdeen à la plate-forme pétrolière Brae Alpha, située dans la mer du Nord. L'appareil transportait 16 ouvriers travaillant sur la plate-forme pétrolière.
Le 19 janvier 1995, l'hélicoptère Super Puma assurant la liaison dut effectuer un amerrissage d'urgence à la suite d'un impact de foudre ayant endommagé le rotor de queue.
Après l'amerrissage, tous les occupants de l'appareil ont réussi à évacuer sur un des radeaux de sauvetage présent à bord, prévus pour ce genre de situation.

## Équipage
Le commandant du vol était Cedric Roberts (44 ans). Il travaillait pour Bristow Helicopters (en) depuis 1974. C'était un pilote très expérimenté avec plus de 9 600 heures de vol à son actif. 
Le copilote était Lionel Sole (39 ans). Il travaillait pour Bristow Helicopters depuis 1990. Il avait plus de 3 100 heures de vol à son actif.

## Accident

L'épave de l'hélicoptère après le crash en mer du Nord.

Pendant le vol, l'hélicoptère a rencontré du mauvais temps et a ensuite été frappé par la foudre. Cela a causé de graves dommages au rotor de queue. 
Bien que l'hélicoptère ait réussi à se maintenir en vol pendant quelques minutes de plus, le rotor de queue s'est finalement complètement rompu et le pilote a été contraint d'effectuer une amerrissage d'urgence sur une mer agitée. 
Les flotteurs de secours de l'hélicoptère ont permis aux passagers et à l'équipage d'évacuer sur un radeau de sauvetage. Malgré les vagues et le mauvais temps, toutes les personnes à bord du vol ont été secourues par le navire Grampian Freedom.
L'impact de foudre était isolé au sein de l'orage et a peut-être été provoqué par le vol de l'hélicoptère à travers les nuages. L'enquête sur l'accident a également révélé des problèmes potentiels avec le matériau composite dont sont fabriqués les rotors, en fibre de carbone avec des bandes de protection en laiton, ce qui rendait les pales du rotor plus sensibles aux risques d'explosions et de dommages causés par la foudre.

## Médias
L'accident a fait l'objet d'un épisode dans la série télé Air Crash nommé « Hélicoptère en chute libre » (saison 3 - épisode 7).